# Spoonerismus

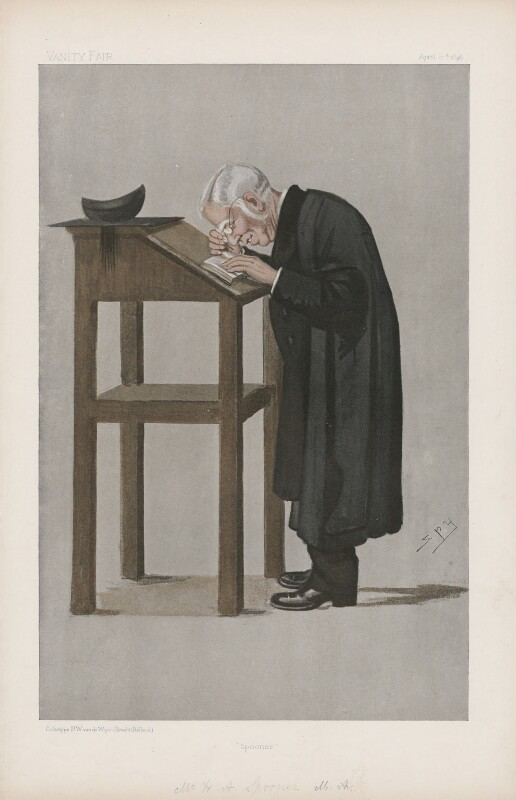
Karikatur von William Spooner in einer Ausgabe von Vanity Fair aus dem Jahre 1898

Als Spoonerismus [ˌspuːnəˈrɪsmʊs] bezeichnet man eine Vertauschung von worteinleitenden Phonemen oder Morphemen, wodurch sich neue, häufig komische Bedeutungen von Wörtern, Ausdrücken oder Sätzen ergeben. Es kann sich dabei um Anagramme oder phonetische Anagramme handeln. Die Vertauschung kann in parodistischer Absicht als Wortspiel oder unabsichtlich als Versprecher erfolgen. Im Deutschen gibt es keine direkte Übersetzung. Ein Schüttelreim besteht aus zwei Versen, die Spoonerismen enthalten. Im Französischen wird seit dem 16. Jahrhundert der Begriff „contrepèterie“ verwendet.
Ein literarisches Beispiel für einen Spoonerismus ist Die Blusen des Böhmen (Robert Gernhardt) statt Die Blumen des Bösen (Charles Baudelaire). Hier werden allerdings keine worteinleitenden, sondern wortinterne Laute vertauscht.

## Geschichte
Benannt ist der Spoonerismus nach William Spooner (1844–1930), Dekan und Rektor am New College in Oxford. Jedoch gehen vermutlich nur wenige Spoonerismen auf William A. Spooner selbst zurück. Das Umschichten von Sätzen nach diesem Muster war bei Spooners Studenten in Oxford beliebt. Der Begriff „spoonerism“ ist seit Beginn des 20. Jahrhunderts gebräuchlich und wurde in den 1920er Jahren ins Oxford English Dictionary aufgenommen. In Deutschland wird er seit den 1930er Jahren verwendet.
Ein Beispiel im Englischen ist: „The Lord is a shoving leopard.“ (anstelle von: „The Lord is a loving shepherd.“) Er ähnelt dem Malapropismus, bei dem ganze Wörter innerhalb einer Phrase oder eines Spruchs ausgetauscht werden. Der Spoonerismus ist auch als „Marrowsky“ bekannt, angeblich nach einem polnischen Grafen benannt, der dieselbe sprachliche Angewohnheit gehabt haben soll.
Literaturwissenschaftler sind sich über eine exakte Definition des Spoonerismus uneins. Manche legen Wert auf die unfreiwillige Komik und lehnen einen elaboriert geschaffenen Wortwitz als Spoonerismus ab. Andere beschränken den Spoonerismus auf den Austausch der Anfangssilbe (meist ein oder zwei Buchstaben) zweier oder mehrerer Worte, erlauben jedoch keine Wortumstellung innerhalb des Satzes (wie „Ich leg Dir ein Nest ins Ei“ – statt „ein Ei ins Nest“). Konsens ist, dass der Spoonerismus kein Wortspiel allein ist, sondern die neu arrangierten Worte einen neuen Sinn ergeben müssen, im besten Fall und um der Komik willen einen völlig anderen, wie etwa statt „Das hast du geschickt eingefädelt“: „gefickt eingeschädelt“; „Schluckspecht“ vs. „spuck schlecht“ oder aus „der stumme Denker“ wird „der dumme Stänker“. Ein Leser kritisierte 1944 einen Artikel der New York Times über Spoonerismen, weil der dort erwähnte Ausdruck „nins and peedles“ (statt „needles and pins“) zwar komisch klinge, aber es weder „nins“, noch „peedles“ im Englischen gebe. Es sei also kein Spoonerismus.
2007 wurden auf der 4. internationalen Konferenz Fun with Algorithms: FUN 2007 im italienischen Castiglioncello automatische Rechenverfahren (Computeralgorithmen) vorgestellt, mit denen sich Spoonerismen erstellen lassen.

## Verwendung in Politik, Popkultur und Medien
Bundeskanzler Konrad Adenauer verballhornte den Namen der Politikerin Christine Teusch in Tristine Keusch.
Der SPD-Fraktionsvorsitzende Herbert Wehner bezeichnete im Bundestag den CDU-Abgeordneten Jürgen Todenhöfer als Hodentöter.
In den 1990er-Jahren waren die Sketche „Kentucky schreit ficken“ aus der Fernsehsendung RTL Samstag Nacht populär. Der Titel spielt auf die US-Restaurantkette Kentucky Fried Chicken an. Der Humor dieser Sketche bestand häufig aus derben Spoonerismen. Eine Variante des Scherztyps ist die SWR3-Comedy Tuten Gag. Auch die britische Komikergruppe Monty Python arbeitete in ihren Sketchen mit Spoonerismen, ging aber häufig zu eigenen Wortschöpfungen über („Ring Kichard the Thrid“, „My dingkome for a shroe!“). Der Moderator Ulrich Wickert nannte Heinz Klaus Mertes mehrfach Kleins Haus Mertes. Im Kampf um die Zeitschrift Konkret gab es den Slogan gegen den Herausgeber Klaus Rainer Röhl Raus Kleiner Röhl!. Der österreichische Künstler Hermes Phettberg nannte seine Late Night Show im ORF Phettbergs Nette Leit Show. Die „Mahnwachen“ der sogenannten „Reichsbürgerbewegung“ wurden vom Kritikerforum „Sonnenstaatland“ wiederholt als „Wahnmachen“ bezeichnet, um die „Verwirrtheit“ der Demonstranten herauszustellen. Das Süddeutsche Zeitung Magazin bebildert von Lesern eingesandte Spoonerismen in seiner Rubrik Gemischtes Doppel. Verschiedene Namen von Bands, Künstlern und Musikalben verwenden Spoonerismen, darunter Punk in Drublic, Buckcherry, Com Truise oder Ritt Momney. Für bitteschön und dankeschön hat sich mancherorts schittebön und schankedön verbreitet.

## „Contrepèterie“ im Französischen
Der französische Schriftsteller Étienne Tabourot prägte für Wortspiele mit Lautvertauschungen, die unter anderem bei François Rabelais verwendet werden, in seinem Werk Bigarrures 1572 den Begriff „contrepèterie“. Das Verb ‚péter‘ bedeutet unter anderem ‚furzen‘, sodass ‚contrepéter‘ wörtlich als ‚gegenfurzen‘ verstanden werden kann.